# Escola de Sant Esteve de Guialbes
L'Escola de Sant Esteve de Guialbes és un edifici escolar en estil noucentista de Vilademuls (Pla de l'Estany) inclosa a l'Inventari del Patrimoni Arquitectònic de Catalunya. És la única escola encara activa de les cinc que hi ha hagut al municipi. Forma part d'una agrupació escolar amb l'escola d'Esponellà.

## Descripció
Construcció aïllada de planta rectangular desenvolupada en un sol nivell i coberta a quatre vessants. A la façana posterior hi ha adossats dos cossos de serveis. L'accés es fa per les dues façanes laterals. Les murs portants a les façanes són arrebossats i pintats, excepte el sòcol, que és de pedra natural. Interiorment s'estructura en dues aules amb els serveis i accessos als extrems.

## Història
Va ser construïda aproximadament l'any 1934 i inaugurada 3 de juny de 1935, en plena República. En el mateix solar i en un cos apart hi ha l'edifici de cuina-menjador i sala d'actes del poble. El 2010 es va estrenar un eixample de l'edifici.